# Clitellio (Clitelloides) poseidonicus
Clitellio (Clitelloides) poseidonicus is een ringworm uit de familie van de Naididae. De wetenschappelijke naam van de soort is voor het eerst geldig gepubliceerd in 1985 door Finogenova.